# Port lotniczy Tirana im. Matki Teresy
Port lotniczy Tirana im. Matki Teresy (do 2003 r. Port lotniczy Tirana-Rinas) – międzynarodowy port lotniczy, zlokalizowany nieopodal wsi Rinas, 17 km na północny zachód od centrum Tirany. Wybudowany w latach 1954–1957 i otwarty w 1958 r., jako lotnisko wojskowe. Największy port lotniczy w Albanii. W 2019 r. obsłużył 3 338 147 pasażerów. W 2003 r. nadano mu imię Matki Teresy z Kalkuty w związku z jej beatyfikacją.

## Linie lotnicze i połączenia
| Linia Lotnicza                | Kierunek |
| ----------------------------- | --- |
| Aegean Airlines               | 1. Ateny Sezonowo: 1. Heraklion 2. Rodos (do 25 września 2024) |
| Air Albania                   | 1. Ankara 2. Bolonia 3. Düsseldorf 4. Izmir 5. Londyn-Stansted 6. Mediolan-Bergamo 7. Mediolan-Malpensa 8. Piza 9. Rzym-Fiumicino 10. Stambuł 11. Werona Sezonowo: 1. Antalya 2. Bodrum Sezonowe czartery: 1. Lizbona 2. Porto |
| Air Baltic                    | Sezonowo: 1. Ryga |
| Air Cairo                     | Sezonowe czartery: 1. Hurghada 2. Kair 3. Szarm el-Szejk |
| Air France                    | Sezonowo: 1. Paryż-Charles de Gaulle |
| Air Montenegro                | Sezonowe czartery: 1. Brno 2. Sarajewo |
| Air Serbia                    | 1. Belgrad |
| Albawings                     | 1. Ankona 2. Bari 3. Bolonia 4. Florencja 5. Genua 6. Mediolan-Bergamo 7. Mediolan-Malpensa 8. Perugia 9. Piza 10. Wenecja 11. Werona Sezonowo: 1. Londyn-Stansted 2. Rimini |
| Austrian Airlines             | 1. Wiedeń |
| British Airways               | 1. Londyn-Heathrow |
| Buzz                          | Sezonowe czartery: 1. Gdańsk 2. Katowice 3. Kraków 4. Poznań 5. Ryga 6. Wilno 7. Wrocław |
| Corendon Airlines             | Sezonowe czartery: 1. Antalya 2. Bodrum |
| Croatia Airlines              | 1. Zagrzeb |
| EasyJet                       | 1. Genewa 2. |
| Enter Air                     | Sezonowe czartery: 1. Gdańsk 2. Katowice 3. Poznań 4. Warszawa-Chopin 5. Wrocław |
| Eurowings                     | Sezonowo: 1. Düsseldorf 2. Kolonia/Bonn 3. Stuttgart |
| Flydubai                      | 1. Dubaj |
| Flynas                        | Sezonowo: 1. Dammam 2. Dżudda 3. Rijad |
| Freebird Airlines             | Sezonowe czartery: 1. Antalya 2. Bodrum |
| Gulf Air                      | Sezonowe czartery: 1. Bahrajn |
| Iberia                        | Sezonowe czartery: 1. Madryt |
| Israir Airlines               | Sezonowo: 1. Tel Awiw |
| ITA Airways                   | 1. Rzym-Fiumicino |
| Jazeera Airways               | Sezonowo: 1. Kuwejt |
| LOT                           | 1. Warszawa-Chopin Sezonowo: 1. Warszawa-Radom Sezonowe czartery: 1. Katowice |
| Lufthansa                     | 1. Frankfurt 2. Monachium |
| Norwegian Air Shuttle         | Sezonowo: 1. Kopenhaga 2. Oslo-Gardermoen |
| Pegasus Airlines              | 1. Stambuł-Sabiha Gökçen Sezonowe czartery: 1. Antalya |
| Ryanair                       | 1. Bari 2. Bolonia 3. Birmingham 4. Bristol 5. Bruksela-Charleroi 6. Budapeszt 7. Bukareszt 8. Edynburg 9. Katania 10. Kraków 11. Lamezia Terme 12. Londyn-Stansted 13. Manchester 14. Marsylia 15. Mediolan-Bergamo 16. Neapol (od 2 stycznia 2025r.) 17. Paryż-Beauvais 18. Piza 19. Praga 20. Rzym-Ciampino 21. Sztokholm-Arlanda 22. Treviso 23. Warszawa - Chopin (od 31 Marca 2025r.) 24. Warszawa-Modlin 25. Weeze 26. Wiedeń |
| SalamAir                      | Sezonowo: 1. Maskat |
| Scandinavian Airlines System  | Sezonowo: 1. Kopenhaga 2. Sztokholm-Arlanda |
| Smartwings                    | Sezonowo: 1. Praga Sezonowe czartery: 1. Bratysława 2. Brno 3. Budapeszt 4. Gdańsk 5. Katowice 6. Poznań 7. Rzeszów 8. Wilno 9. Warszawa-Chopin 10. Wrocław |
| SunExpress                    | Sezonowo: 1. Antalya 2. Izmir |
| Swiss International Air Lines | 1. Zurych |
| Transavia                     | 1. Amsterdam 2. Paryż-Orly Sezonowo: 1. Lyon |
| TUI fly Belgium               | 1. Bruksela |
| Tunisair                      | Sezonowe czartery: 1. Tunis |
| Wizz Air                      | 1. Abu Zabi 2. Ankona 3. Ateny 4. Barcelona 5. Bari 6. / Bazylea 7. Berlin 8. Birmingham 9. Bolonia 10. Brema 11. Brindisi 12. Budapeszt 13. Bukareszt 14. Bruksela-Charleroi 15. Comiso 16. Dortmund 17. Eindhoven 18. Frankfurt-Hahn 19. Genua 20. Hamburg 21. Karlsruhe/Baden-Baden 22. Katania 23. Kolonia/Bonn 24. Kraków 25. Lipsk/Halle 26. Liverpool 27. Londyn-Luton 28. Lyon 29. Madryt 30. Malmö 31. Malta 32. Mediolan-Bergamo 33. Mediolan-Malpensa 34. Memmingen 35. Neapol 36. Nicea 37. Norymberga 38. Saloniki 39. Oslo-Torp 40. Palermo 41. Paryż-Beauvais 42. Perugia 43. Pescara 44. Piza 45. Praga 46. Rimini 47. Rzym-Fiumicino 48. Salerno 49. Sofia 50. Stuttgart 51. Sztokholm-Skavsta 52. Treviso 53. Triest 54. Turyn 55. Walencja 56. Werona 57. Wiedeń 58. Warszawa-Chopin Sezonowo: 1. Chania 2. Gdańsk 3. Katowice 4. Poznań 5. Wrocław |